# Adolphe Poisson
Adolphe Poisson (14 mars 1849 à Nicolet - 1922) est un poète québécois.
Père du juge Jules Poisson et grand-père du militant du RIN Jacques Poisson.

## Biographie
Adolphe Poisson a passé presque toute sa vie dans la ville d'Arthabaska.
Il a fait des études au Séminaire de Québec et au Séminaire de Nicolet. Il fut admis au Barreau en 1874. Par la suite, il fut receveur de l'enregistrement dans le comté d'Arthabasca.
Il a publié trois recueils de poésie: Chants canadiens (1880), Heures perdues (1894) et Sous les Pins (1902). Le thème principal de sa poésie se trouve dans les petits sujets, liés à la vie calme et recueillie.